# Bořivoj Srba
Bořivoj Srba (19. listopadu 1931 Bílovice nad Svitavou – 3. května 2014 Brno) byl český teatrolog, divadelní historik, teoretik a kritik, dramaturg a pedagog.

## Život
Absolvoval reálné gymnázium v Brně (1945–1951) a následně v roce 1955 vystudoval dramaturgii na Divadelní fakultě Janáčkovy akademie múzických umění v Brně. Po ukončení studií byl zaměstnán jako dramaturg Krajského divadla v Brně. V letech 1959–67 pracoval jako hlavní dramaturg činohry Státního divadla v Brně. Od roku 1958 až do roku 1971 vyučoval na JAMU. V září roku 1967 založil s posluchači JAMU Divadlo Husa na provázku, zde do poloviny roku 1972 působil jako umělecký vedoucí a dramaturg. Také přispíval hned do několika periodik: Česká literatura, Divadelní revue, Divadlo, Hudební věda, Opus musicum, Slovenské divadlo, Panoráma, ROK, Svět a divadlo, Universitas, Univerzitní noviny. Zvláště významné jsou jeho příspěvky v Programu. Divadelním listu Státního divadla v Brně.
Ve svém díle se věnoval především divadelní avantgardě, českému divadlu za okupace a teorii režie.
V letech 1969–1990 působil v Kabinetu pro studium českého divadla ČSAV.

## Publikované knihy
- K zrodu ideje národního divadla v českém divadelním hnutí (1983/84)
- České divadlo v zápase s fašistickými okupanty (1984/85)
- Divadlo za mřížemi (1939–45) (1985/86)
- Komorní hry v Brně 1942–1944 (1986/87)
- Divadlo mladé generace (1939–45) (1987/88)
- O nové divadlo (1988)
- Cestou k národnímu významu českého divadla (1988/89)
- České divadlo v Brně v letech nacistické okupace a druhé světové války (1989/90)
- Inscenační tvorba A. Podhorského v činohře ND (1939–45) (1990/91)
- České ochotnické divadelní hnutí v letech nacistické okupace a druhé světové války (1991/92)
- Umění režie. K tvůrčí metodě Miloše Hynšta (1997)
- Více než hry. Dramatická tvorba Ludvíka Kundery (2006)
- Řečí světla (2006)
- Ad honorem Bořivoj Srba – sborník k 75. narozeninám prof. Bořivoje Srby (2006)
- V zahradách Thespidových. V vývojové proměny českého jevištního výtvarnictví XIX. století (2009)
- Vykročila husa a vzala člověka na procházku: Pojď! – o založení a prvních pěti letech činnosti a umělecké tvorby Mahenova nedivadla Husa na provázku, letech 1967–1972 (2010)
- Paralipomena – K aktuálním otázkám metodologie výzkumu divadelní tvorby (2011)
- Prozření Genesiovo – Inscenační tvorba pražských českých činoherních divadel za německé okupace a druhé světové války 1939–1945 (2014), v listopadu 2016 vydána JAMU errata. Viz http://www.jamu.cz/img/cz/organizacni-struktura/edicni-stredisko/prozreni-genesiovo-errata.pdf Archivováno 2. 12. 2016 na Wayback Machine.